# Maxacali

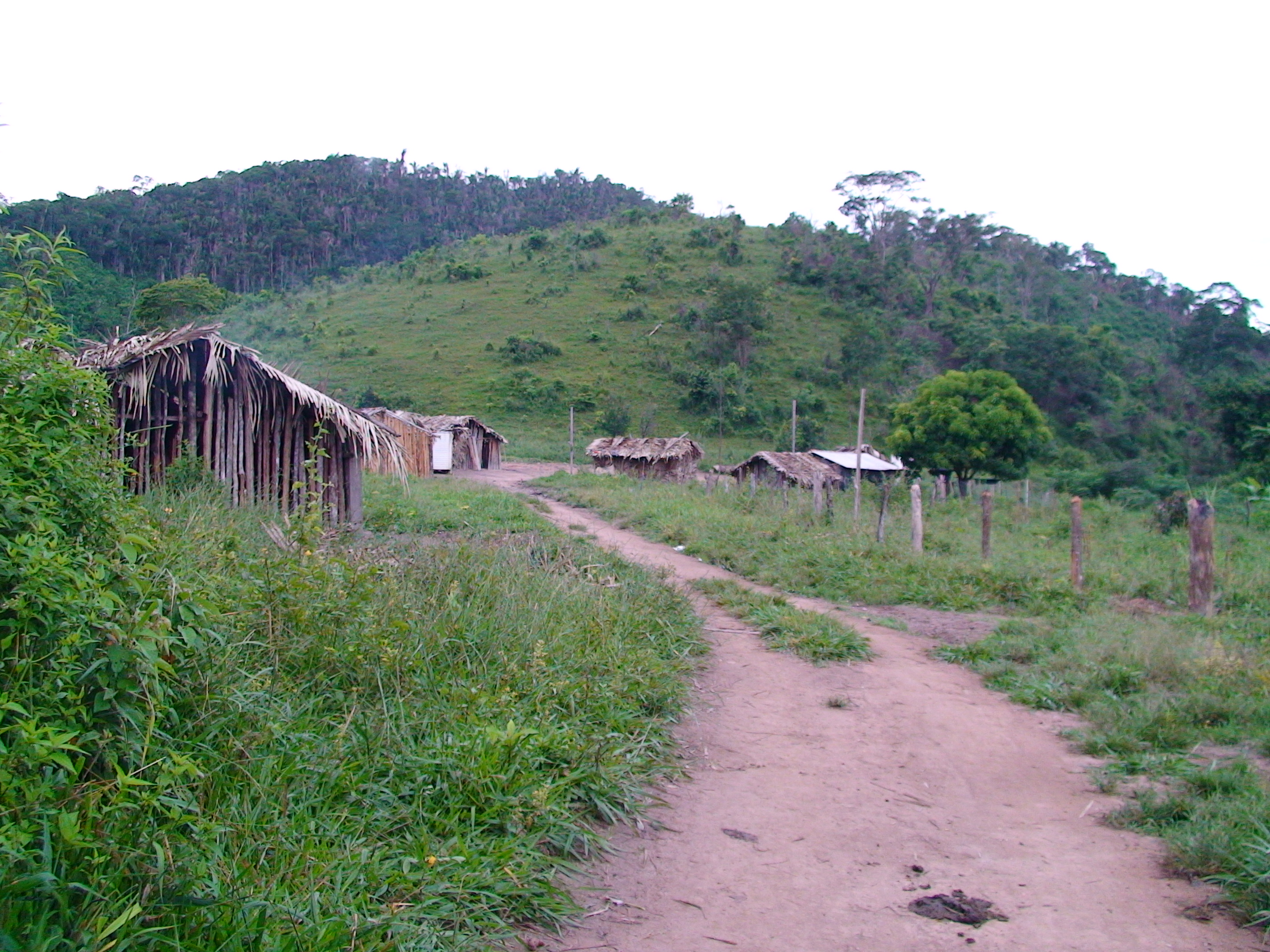
Ein Dorf der Maxacali

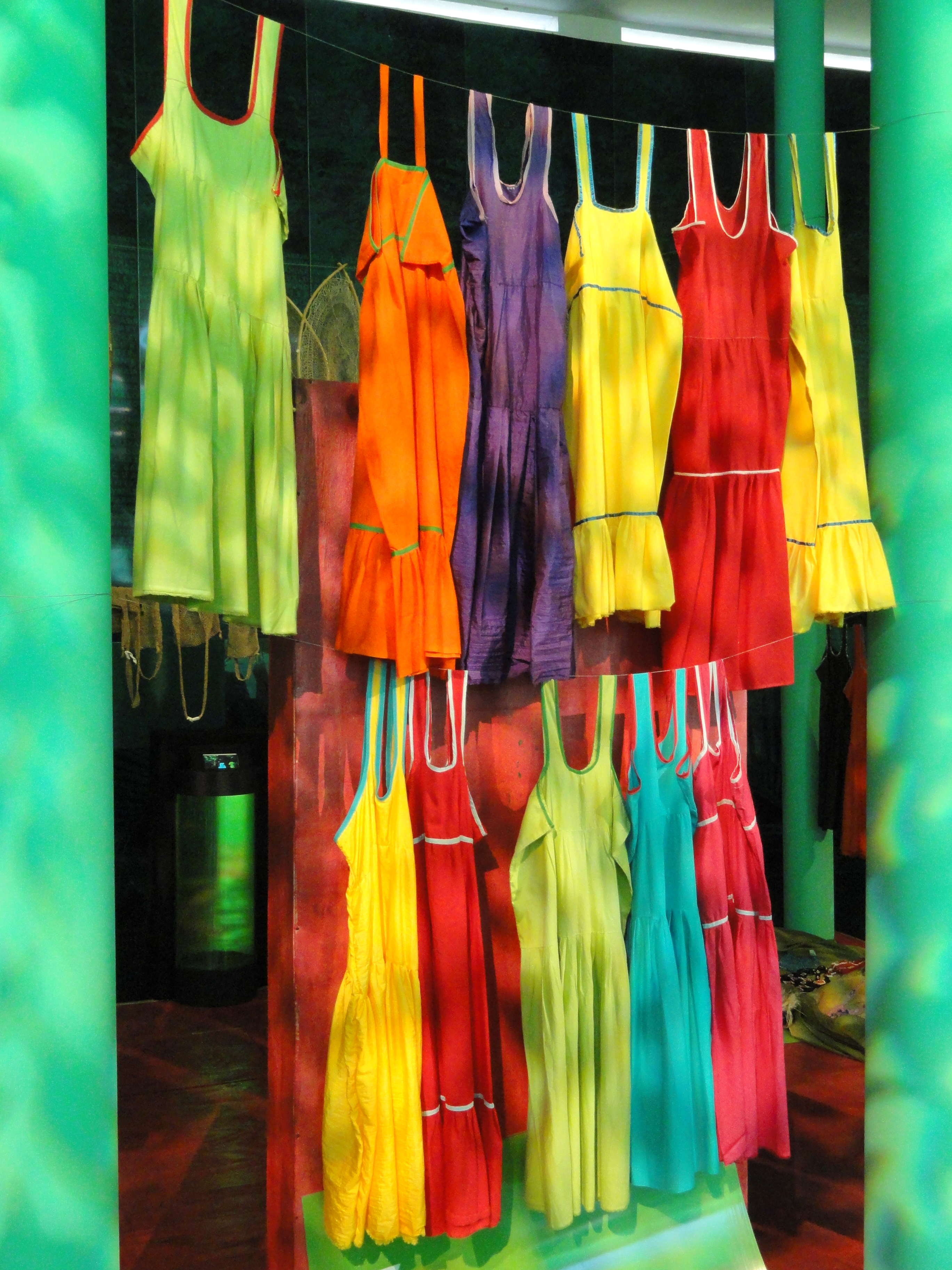
Historische Kleider der Maxacali-Frauen

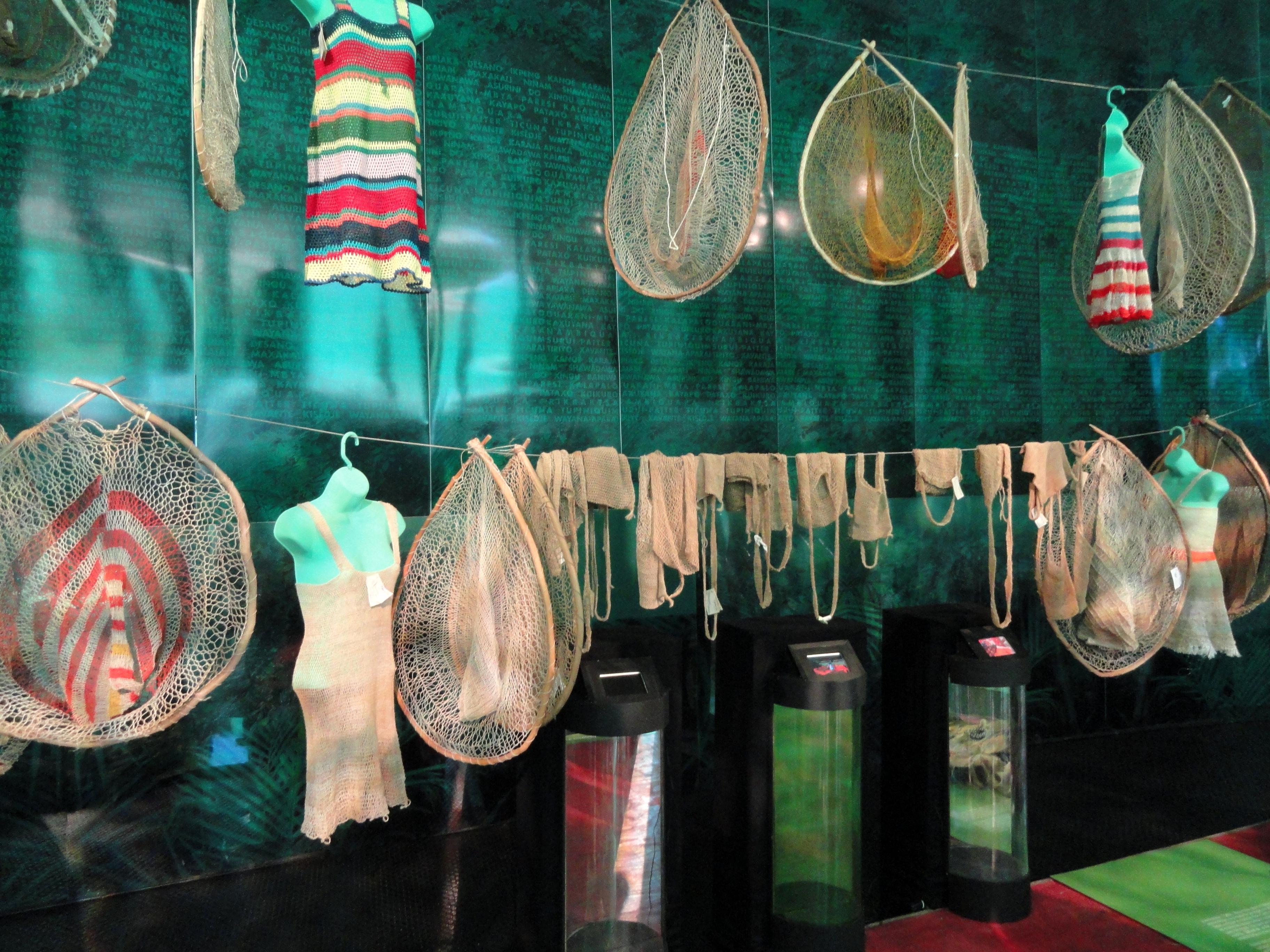
Fischernetze der Maxacali

Die Maxacali oder Maxakali sind eine ethnische Gruppe von Ureinwohnern in Brasilien.

## Geographie und Ethnologie
Die Maxacali leben in den Gemeinden Santa Helena de Minas, Bertópolis, Ladainha und Teófilo Otoni im Bundesstaat Minas Gerais. Die 1460 Angehörigen des indigenen Volks leben in einem Zustand der Abgeschiedenheit und Armut und leiden vielfach unter Unterernährung und Alkoholismus. Die Kindersterblichkeit ist aufgrund mangelnder medizinischer Versorgung hoch: Im Jahr 2004 starben nach Angaben der indigenen Vertreter 25 Kinder aus einer Gruppe von 1.200 Maxacali.
Früher lebten die Maxacali in kuppelförmigen Einfamilienhütten aus Palmblättermatten über einem Fachwerk von in den Boden gesteckten Ästen. Sie nutzten die Fasern der inneren Rinde der Ameisenbäume für das Herstellen von Schnüren, Netzen, Hängematten, Taschen und Körben. Sie stellten Pfeil und Bogen her und nutzten diese ebenso wie andere Waffen. Sie kannten sich mit einer Reihe von pharmakologisch aktiven Substanzen aus und nutzten diese, einschließlich Fischgiften und halluzinogenen Drogen.
Die meisten Maxacali wollen weiterhin als halbnomadisches indigenes Volk leben und konnten so große Teile ihrer Kultur, Sprache und Religion erhalten. Heutzutage gibt es aber bereits Mischehen.

## Mythologie
In der Schöpfungsgeschichte der Maxacali gab der Schöpfer Topar den Maxacali einen zahmen Otter für die Otterfischerei. Dieser werde ihnen helfen, immer etwas zu essen zu haben, solange sie nicht vergessen, dem Otter immer die drei größten der von ihm gefangenen Fische zum Fraß zu geben. Nachdem der Schwiegerenkel des Otterwächters diese Regel missachtet hatte, kam es zu einer Bestrafung durch eine Überschwemmung.

## Sprache
Die Maxacali sprachen früher mehrere ähnliche Dialekte, die in die Maxacali-Sprachgruppe eingeordnet werden. John Alden Mason identifizierte sechs unterschiedliche Dialekte der Maxacali-Sprache, von denen fünf inzwischen ausgestorben sind:
- Maxacalí
- Caposhó (Kapoxo) (†)
- Cumanashó (Kumanaxo) (†)
- Maconí (Makuni) (†)
- Monoshó (Monaxo, Monocho) (†)
- Panyame (†)

Darüber hinaus gibt es in der Maxacali-Sprachgruppe noch die weitgehend ausgestorbenen Sprachen Malalí und Pataxó, wobei von letzterer noch einige Worte erhalten sind und benutzt werden.